# Murad Haydarau
Murad Haydarau est un lutteur biélorusse spécialiste de la lutte libre né le 13 février 1980.

## Biographie
Lors des Jeux olympiques d'été de 2008, il remporte la médaille de bronze en combattant dans la catégorie des -74 kg.